# Julián Gayarre
Pour les articles homonymes, voir Gayarre.
 (juillet 2025).
La mise en forme du texte ne suit pas les recommandations de Wikipédia : il faut le « wikifier ».
Les points d'amélioration suivants sont les cas les plus fréquents. Le détail des points à revoir est peut-être précisé sur la page de discussion.
- Les titres sont pré-formatés par le logiciel. Ils ne sont ni en capitales, ni en gras.
- Le texte ne doit pas être écrit en capitales (les noms de famille non plus), ni en gras, ni en italique, ni en « petit »…
- Le gras n'est utilisé que pour surligner le titre de l'article dans l'introduction, une seule fois.
- L'italique est rarement utilisé : mots en langue étrangère, titres d'œuvres, noms de bateaux, etc.
- Les citations ne sont pas en italique mais en corps de texte normal. Elles sont entourées par des guillemets français : « et ».
- Les listes à puces sont à éviter, des paragraphes rédigés étant largement préférés. Les tableaux sont à réserver à la présentation de données structurées (résultats, etc.).
- Les appels de note de bas de page (petits chiffres en exposant, introduits par l'outil «  Source ») sont à placer entre la fin de phrase et le point final[comme ça].
- Les liens internes (vers d'autres articles de Wikipédia) sont à choisir avec parcimonie. Créez des liens vers des articles approfondissant le sujet. Les termes génériques sans rapport avec le sujet sont à éviter, ainsi que les répétitions de liens vers un même terme.
- Les liens externes sont à placer uniquement dans une section « Liens externes », à la fin de l'article. Ces liens sont à choisir avec parcimonie suivant les règles définies. Si un lien sert de source à l'article, son insertion dans le texte est à faire par les notes de bas de page.
- La présentation des références doit suivre les conventions bibliographiques. Il est recommandé d'utiliser les modèles {{Ouvrage}}, {{Chapitre}}, {{Article}}, {{Lien web}} et/ou {{Bibliographie}}. Le mode d'édition visuel peut mettre en forme automatiquement les références.
- Insérer une infobox (cadre d'informations à droite) n'est pas obligatoire pour parachever la mise en page.

Pour une aide détaillée, merci de consulter Aide:Wikification.
Si vous pensez que ces points ont été résolus, vous pouvez retirer ce bandeau et améliorer la mise en forme d'un autre article.
Sebastián Julián Gayarre Garjón, né le 9 janvier 1844 à Roncal à Navarre et mort le 2 janvier 1890 à Madrid, mieux connu sous le nom de Julián Gayarre, était un chanteur d'opéra espagnol qui a notamment créé le rôle de Marcello dans Il Duca d'Alba de Gaetano Donizetti et Enzo dans La Gioconda d'Amilcare Ponchielli.
Bien qu'il ait dû faire face à une forte concurrence (Roberto Stagno, Italo Campanini, Angelo Masini et Francesco Tamagno, notamment), Julian Gayarre est considéré par de nombreux commentateurs musicaux de la fin du xixe siècle comme le plus grand ténor italien de sa génération.

## Biographie

### Jeunesse et formation
Gayarre est né et a grandi dans une famille navarraise de la petite ville pyrénéenne de Roncal. Troisième enfant de Mariano Gayarre et Maria Ramona Garjón, un couple aux moyens modestes, il quitte l'école à 13 ans pour travailler comme berger. Quand il avait 15 ans, son père l'envoya à Pampelune pour travailler dans un magasin. C'est là qu'il a eu son premier contact avec la musique, devenue une passion qui allait lui coûter son travail puisqu'il fut licencié pour avoir quitté le magasin pour suivre un groupe de musiciens qui défilait dans la rue.
Il a ensuite travaillé comme forgeron dans le village de Lumbier et plus tard à Pampelune à la fonderie Pinaqui. Un de ses compagnons de travail, qui l'a entendu chanter pendant qu'il travaillait, l'a encouragé à rejoindre l'Orfeón Pamplonés, le nouveau chœur de la ville dirigé par Joaquin Maya. Maya l'a pris comme premier ténor et l'a présenté au célèbre professeur de musique et compositeur Hilarión Eslava. Eslava, frappée par le beau timbre de la voix encore inexpérimentée, a organisé une bourse pour que Gayarre étudie au Conservatoire Royal de Madrid. Sa première représentation publique eut lieu en 1867 avec une compagnie de zarzuela à Tudela sous le nom de scène de Sandoval.

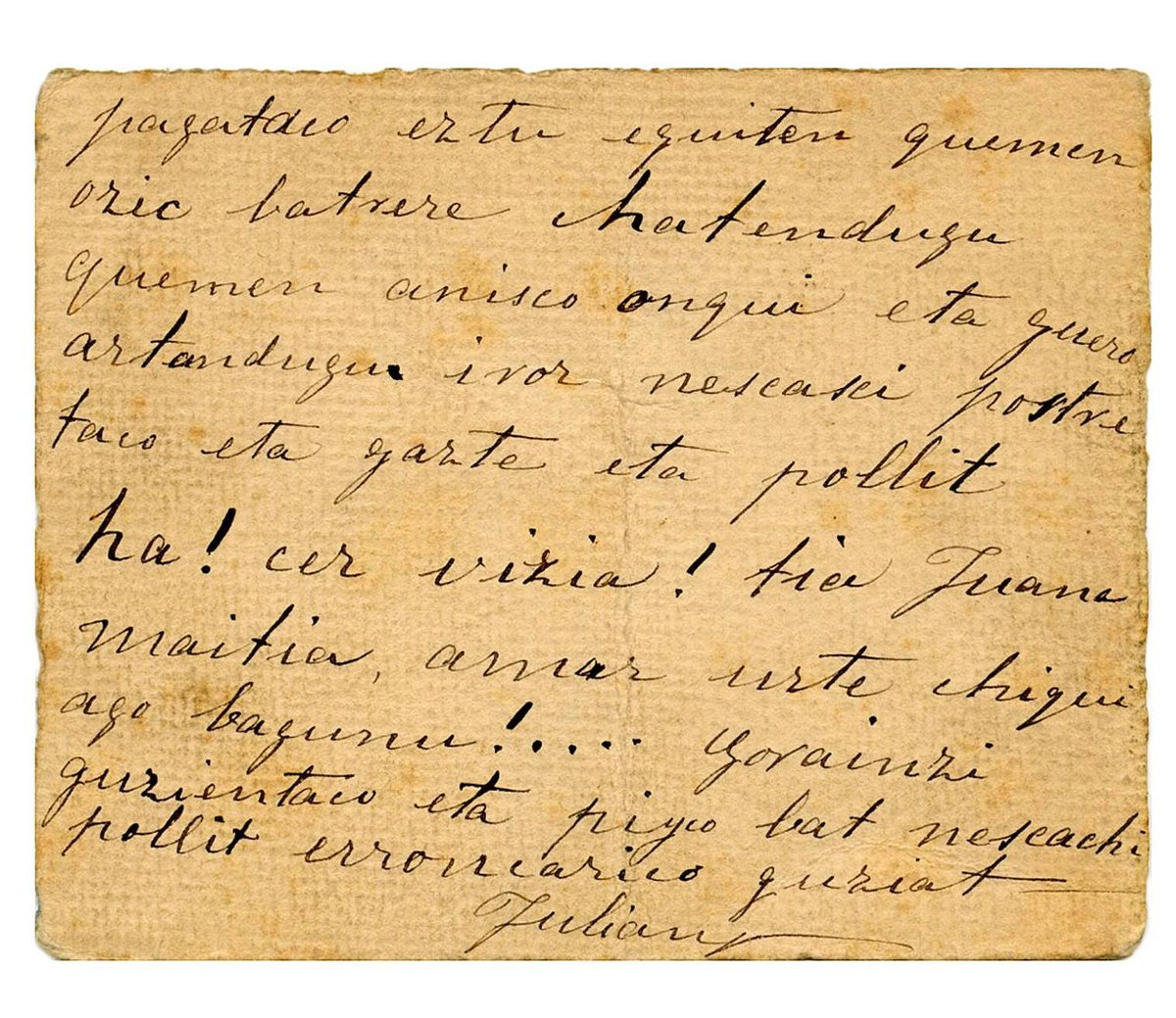
Lettre adressée par Gayarre à sa tante, manuscrite en basque

Après avoir quitté le conservatoire en 1868, il chante dans le chœur des productions de zarzuela à Madrid, mais après avoir été renvoyé par le directeur du théâtre, Joaquín Gaztambide, il revient sans le sou à Roncal. Encouragé par Hilarión Eslava, ses admirateurs, dirigés par Conrado García, l'un des fondateurs de l'Orfeón Pamplonés organisèrent un récital à Pampelune qui persuada le Conseil provincial de Navarre de lui accorder des fonds pour poursuivre ses études avec Giuseppe Gerli au Conservatoire de Milan.

### Carrière
En 1869, peu de temps après avoir commencé ses études à Milan, Gayarre fait ses débuts à l'opéra dans le rôle de Nemorino dans L'elisir d'amore à Varèse. Particulièrement réputé pour son interprétation de Fernando dans La Favorita, il était également considéré par la critique de l'époque, notamment en Italie, comme un excellent acteur doté d'une présence scénique imposante. Les premiers succès et la renommée de Gayarre suivent ses performances dans les principaux opéras d'Italie, où il a créé le rôle de Marcello dans Il Duca d'Alba en 1871 et Enzo dans La Gioconda en 1876. Cependant, il fut bientôt très demandé à Paris et à Londres ainsi que dans son Espagne natale. Gayarre a également chanté à Lisbonne, Vienne et Saint-Pétersbourg et a fait des tournées au Brésil et en Argentine avec la contralto espagnole Elena Sanz, une partenaire de scène fréquente, notamment à La Scala. Vers la fin de sa carrière, en 1887, il chante Sobinin dans la première représentation londonienne de A Life for the Tsar de Glinka.
Gayarre a chanté un large répertoire, allant des œuvres de bel canto aux premiers drames musicaux composés par Wagner. Dans la saison 1870/71, au Teatro Regio di Parma, il chante avec grand succès dans trois opéras de Verdi, I Lombardi alla prima crociata, Un ballo in maschera et Rigoletto. En octobre 1872 au Teatro Comunale di Bologna, il chante Aménophis dans Moïse et Pharaon de Rossini. Un mois plus tard seulement, il y interprète le rôle-titre de Tannhäuser de Wagner, pour sa première représentation en Italie. L'autre grand rôle wagnérien de Gayarre était Lohengrin qu'il chanta lors de sa toute première représentation au Teatro Real de Madrid en 1881. L'année suivante, il revient vers le bel canto avec I puritani et La favorite au Teatro Calderón de Valladolid. Gayarre était également un interprète réputé du répertoire français, notamment Faust de Gounod et Les Huguenots, Le prophète et L'Africaine de Meyerbeer.
L'apogée de la carrière de Gayarre a duré de 1873 à 1886, après quoi il a été victime d'une maladie respiratoire récurrente, provoquant une détérioration de sa voix. Le 8 décembre 1889, au Teatro Real de Madrid, il monte pour la dernière fois sur scène dans Les pêcheurs de perles, de Bizet, où sa voix se brise notablement dans l'air de Nadir, « Je crois entendre encore ». Il a été rapporté qu'il s'est agenouillé en murmurant : « No puedo cantar más » (« Je ne peux plus chanter ») et a disparu dans les coulisses. Il a finalement été rappelé sur scène par le public, mais on l'a entendu dire « Esto se acabó » (« C'est la fin »). Il mourut 25 jours plus tard à l'âge de 45 ans et fut inhumé au cimetière de Roncal, tout près de sa maison natale.

## Postérité
En 1901, sa tombe a été dotée d'un mausolée de marbre et de bronze élaboré par le célèbre sculpteur espagnol, Mariano Benlliure et deux ans plus tard, Pampelune a renommé son Teatro Principal en son honneur. Gayarre est également commémoré à Pampelune avec un concours biennal pour jeunes chanteurs, El Concurso Internacional de Canto Julián Gayarre.
Les lettres que Gayarre envoyait à sa famille lorsqu'il était à l'étranger sont considérées comme un trésor par les linguistes, car elles représentent certains des meilleurs échantillons du dialecte basque de Roncal, aujourd'hui disparu.
Il y a eu plusieurs films espagnols basés sur sa vie, notamment:
- El Canto del ruiseñor, (1932), réalisé par Carlos San Martín avec José Romeu dans le rôle de Gayarre
- Gayarre, (1959) réalisé par Domingo Viladomat avec Alfredo Kraus dans le rôle titre.
- Romanza Final, (1986) réalisé par José María Forqué avec José Carreras dans le rôle de Gayarre.

Tous contiennent des éléments fictifs ou semi-fictifs, en particulier Romanza Final.

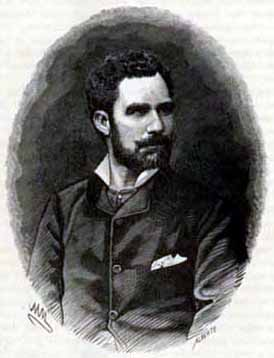
Julián Gayarre vers 1880

### Julián Gayarre a écrit dans une lettre à son ami Julio Enciso[6]
Il n'existe aucun enregistrement connu de Gayarre, décédé alors que la technologie d'enregistrement sonore en était à ses balbutiements. Ce que nous savons de sa voix provient de récits contemporains. Le dramaturge et critique musical George Bernard Shaw a reproché à Gayarre lors de ses apparitions à Londres d'afficher un vibrato excessif et des manières vocales « artificielles ». Les critiques italiens et espagnols, cependant, étaient plus admiratifs de la voix et du style de Gayarre. Leurs opinions collectives sont résumées par l'évaluation suivante publiée dans la Ricordi, dans Enciclopedia della musica de 1963 :
La voix de Gayarre était légèrement gutturale et pouvait parfois montrer de la dureté dans les notes très aiguës et une attaque incertaine. Néanmoins, c'était plein, résonnant et extraordinairement fascinant. Il se distinguait par son contrôle de la respiration, sa diction extrêmement claire, son ton vibrant et passionné et pour sa capacité à la fois à adoucir et à renforcer ce ton. Sa façon de produire des contrastes de couleur et d'intensité était incomparable. Pourtant, il a parfois abusé des contrastes inattendus de fortissimo et de pianissimo et il a également semblé parfois ralentir excessivement le tempo. [. . . ] Lorsqu'il chante La favorite à La Scala le 2 janvier 1876, le public est dur et indifférent. Pourtant, le lendemain, le critique Filippi écrivait que le public milanais avait assisté non pas aux débuts d'un ténor mais à la « consécration d'un génie du chant ».
Il ajoute :
Dans la décennie 1876-1886, le critique Leone Forti écrivait : « C'est un ténor qui chante. Nous n'y étions plus habitués, nous avions oublié comment c'était. En plus de cela, c'est un ténor au physique élancé, dont la façon de bouger et les gestes sont ceux d'un vrai homme. [. . . ] Il a le don d'unir les couleurs de trois ténors différents, puis de les mélanger pour créer quelque chose qui lui est propre."

## Au cinéma
- En 1986, a été tourné Romanza final, un film biographique sur Gayarre, avec José Carreras.